# Codex Vaticanus
Pour les articles homonymes, voir Codex Vaticanus (homonymie).
- Papyrus
- Onciale
- Minuscules
- Lectionnaire

Le Codex Vaticanus (Vat. gr. 1209; Gregory-Aland no. B ou 03) est un manuscrit sur vélin en écriture grecque onciale daté du IVe siècle conservé à la Bibliothèque apostolique vaticane. Il est, avec le Codex Sinaïticus, le plus ancien manuscrit connu qui transmette le texte quasiment complet de l’Ancien et du Nouveau Testament. Cependant, plusieurs portions en sont manquantes.

## Description
Il est composé de 759 feuilles, écrites sur trois colonnes, à raison de 42 lignes par colonne, excepté les livres poétiques, écrits sur deux colonnes.
Il utilise fréquemment des Nomina sacra.
Le texte du codex est de type alexandrin. Kurt Aland le classe en Catégorie III.
Le manuscrit ne contient pas la Pericope Adulterae (Jean 7,53-8,11).
Variantes textuelles
Les variantes après la parenthèse sont les variantes du manuscrit
Éphésiens 2,1 — αμαρτιαις ] επιθυμιαις
Matthieu 17,23 — τη τριτη ημερα (le troisième jour) ] τη τριημερα (le troisième jour)
Matthieu 21,31 — ὁ πρῶτος (le premier) ] ὁ ὕστερος (le dernier),

## Quelques variantes
Mt 6,13 : la doxologie du Notre Père est absente, comme dans le Sinaïticus et le Codex de Bèze, alors qu'elle figure dans le texte byzantin et dans le « texte reçu ».
Mt 21,29-31 : le premier fils de la parabole est celui qui dit oui à son père et ne va pas à la vigne ; et le second, celui qui dit non et qui y va. C'est l'ordre inverse qu'atteste le Sinaïticus.Ces deux formes parallèles de la parabole dépendent d'une troisième, celle du Codex de Bèze.
Mc 16,9-20 : la Finale longue de Mc manque comme dans le Sinaïticus et contrairement au Codex de Bèze et au texte byzantin.
Lc 11,2-4 : le Notre Père de Lc a une forme courte (à 5 demandes au lieu de 7), qui est différente de la forme moyenne du Sinaïticus (à 6 demandes) et des formes longues (à 7 demandes) du Codex de Bèze et du texte byzantin.
Jn 7,53-8? 11 : la Femme adultère est absente comme dans le Sinaïticus et contrairement au Codex de Bèze et au texte byzantin.

## Histoire du manuscrit

### La copie
- Un exemplaire de la Bible de Césarée ? On a proposé d'y voir, à côté du Sinaïticus, un autre des 50 exemplaires de la Bible commandés par l’empereur Constantin Ier à Eusèbe de Césarée[7], peu de temps après le Concile de Nicée (325). Mais ces deux bibles, si leurs écritures se ressemblent[8], ne suivent pas les mêmes modèles.
- L'exemplaire de la Bible d'Athanase ? Il s'agit plus probablement de la Bible commandée par l’empereur Constant Ier en 340 à Athanase d'Alexandrie[9], pendant son exil à Rome. Athanase utilise alors comme modèle la recension de la Bible de l'alexandrin Hésychius, qui a réalisé son travail au tout début du IVe siècle, au temps de la persécution de Dioclétien[10].
- Le texte original de la Bible ? Mais une théorie du XIXe siècle encore admise en fait le témoin d'un « texte neutre », c'est-à-dire qui serait antérieur à toute recension[11]. C'est sur cette théorie que reposent les éditions actuelles du NT qui privilégient ce manuscrit comme modèle.
- Un modèle abandonné ? Le manuscrit a-t-il été copié pour devenir le modèle d'autres bibles ? Quoi qu'il en soit, un autre modèle lui est préféré après la mort de Constant (350), celui de la recension de Lucien d'Antioche qui va donner le texte byzantin.
- Les compléments médiévaux. Le manuscrit est donc mis de côté, il y perd sa lisibilité et doit être entièrement réencré au cours du Moyen Âge ; il y perd également de nombreux feuillets, notamment au début (Gn 1-45) et à la fin (après Hb 9,14).
- Une partie des feuillets disparus (Gn 1-45, un cahier des Psaumes, la fin d'Hb + Apoc) est remplacée au XVe siècle par des feuillets couverts d'une écriture constantinopolitaine, peut-être en Italie après la chute de Constantinople (1453). Mais entre Hb et Apoc, il devait y avoir les Pastorales (1-2 Tm, Tt) et Phm qui manquent dans l'état final du manuscrit.

### Les points trémas
On repère parfois dans la marge un double point horizontal au niveau d'une ligne de texte, pour attirer l'attention du lecteur. Dans Mc, en particulier, ces points trémas signalent des passages où le manuscrit s'éloigne de la Vieille latine et s'accorde avec la Vulgate. Ces points confortent l'hypothèse d'une copie romaine du manuscrit.

### La conservation du manuscrit
Conservé en Italie entre sa copie vers 340 et le remplacement des feuillets manquants au XVe siècle, le manuscrit n'a clairement pas voyagé : s'il a été copié à Rome, il n'a peut-être jamais quitté l'Italie.
Catalogué au Vatican depuis 1475, il est attesté à la Bibliothèque vaticane dès son premier catalogue daté de 1475. Le pape Nicolas V l’avait probablement intégré dès la fondation de la bibliothèque en 1451.
Une première liste de variantes en est issue. Le manuscrit n'est pas utilisé pour composer les premières éditions imprimées, ni la Polyglotte d'Alcala (1514-1522,), ni la Bible d'Alde Manuce à Venise (1515-1518), ni le NT grec d'Érasme (1516). Mais une liste de variantes du NT est envoyée à Érasme, qui n'en fait rien.
Il est en revanche utilisé comme modèle pour l'édition romaine de la Septante (1586), qui devient le modèle des éditions suivantes. Mais pour le NT, le texte d'Érasme est devenu le « texte reçu » et la liste des variantes n'est publiée qu'en 1673.
Est-ce un manuscrit suspect ? Un malentendu s'installe à la fin du XVIIe siècle : sur la foi d'un accord avec la Vulgate pour quelques variantes des évangiles relevées par Lucas de Bruges, le manuscrit est déclaré « latinisant », autrement dit suspect d'avoir subi l'influence de la Vulgate. Au XVIIIe siècle, il n'est mentionné ni dans les apparats critiques (Wettstein, 1751-1752) ni dans les classements de manuscrits (Griesbach, 1775-1807). Le principal témoin du texte alexandrin est alors le Codex Ephraemi rescriptus (C.04).

### Un nouveau modèle du NT
Le Codex Vaticanus est longtemps conservé jalousement par les autorités vaticanes, inaccessible même aux exégètes les plus éminents. Il faut attendre 1809 pour qu’il soit exposé à Paris, au temps de Pie VII, pour que son écriture fasse reconnaître son antériorité à la Vulgate. Un fac-similé complet du Nouveau Testament a été publié lors du Concile Vatican II ; et un fac-similé de tout le manuscrit a été publié à l’aube du troisième millénaire.
C’est essentiellement sur base du Vaticanus et du Sinaiticus que travailleront les théologiens anglais Westcott et Hort avant de publier une nouvelle édition du Nouveau Testament en 1881.
Ces deux codex restent à l’heure actuelle privilégiés en matière de reconstitution du texte de la Bible grecque.

### Scribes et correcteurs

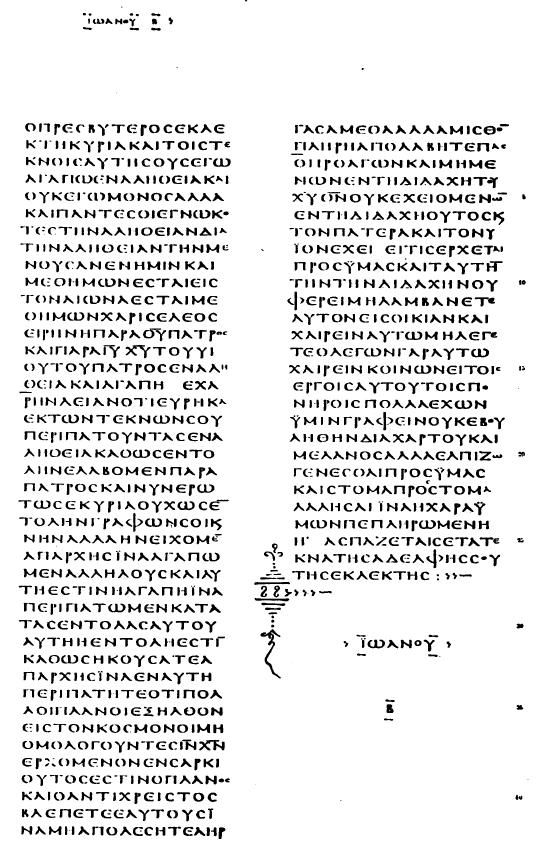
2 Épître de Jean dans le codex

Selon Constantin von Tischendorf, le manuscrit a été écrit par trois scribes (A, B, C) dont deux semblent avoir écrit l'Ancien Testament et un le Nouveau. Ce point de vue a été accepté par Frederic G. Kenyon, mais contesté par T. C. Skeat après un examen plus approfondi du codex. Skeat et d'autres paléographes contestèrent sa théorie d'un troisième scribe (C), affirmant au contraire que deux scribes ont travaillé sur l'Ancien Testament (A et B) et que l'un d'eux (B) a écrit le Nouveau Testament.
Le scribe A aurait écrit :
Genèse à 1 Rois (pages 41-334)
Psaumes à Tobie (pages 625-944)
Et le scribe B :
1 Rois à 2 Esdras (pages 335-624)
Osée à Daniel (pages 945-1234)
Nouveau Testament
Deux correcteurs auraient travaillé sur le manuscrit, l'un (B2) contemporain des scribes, l'autre (B3) vers le Xe ou XIe siècle, bien que la théorie d'un premier correcteur (B1) proposée par Tischendorf ait été rejetée par les chercheurs plus tardifs. Selon Tischendorf, l'un des scribes est le même que ceux du Codex Sinaïticus (scribe D), mais il n' y a pas suffisamment de preuves pour étayer son affirmation. Skeat convient que le style d'écriture est très proche de celui du Sinaïticus, mais qu'il n' y a pas assez de preuves pour accepter l'identité des scribes ; « l'identité de la tradition scribale est incontestable ».
L'écriture originale a été recopiée par un scribe postérieur (habituellement daté du Xe ou XIe siècle), et la forme de l'écriture originale a été gâchée. Les accents, les marques de respiration et la ponctuation ont été ajoutés par une main postérieure. Il n' y a pas d'initiales agrandies, pas de divisions en chapitres ou en parties comme on en trouve dans les manuscrits ultérieurs, mais un système différent de division propre à ce manuscrit. Il y a beaucoup de fautes d'iotacisme, en particulier l'échange de ει pour ι et αι pour ε. L'échange de ει et ο pour ω est moins fréquent.
Le manuscrit contient de petits points doubles horizontaux inhabituels (appelés « distigmai », antérieurement « trémas ») ajoutés dans la marge des colonnes du Nouveau Testament. 795 distigmai sont clairement visibles dans le texte, plus 40 autres qui sont incertains. La date de leur ajout est contestée et fait l'objet d'un lien ci-dessous. À titre d'exemple, deux distigmai sont visibles dans la marge gauche de la première colonne de l'image ci-dessus. Tischendorf a réfléchi à leur signification mais n'en a pas trouvé. Il indique seulement les endroits où ces points sont insérés : à la fin de l'Évangile de Marc, en 1 Timothée 2,14 ; 5,28 et en Hébreux 4,16 ; 8,1. La signification des distigmai n'a été comprise qu'en 1995, lorsque Philip Payne. a interprété le premier distigmai en étudiant les versets 1 Cor 14, 34-35 du codex. Il suggère que ces signes indiquent les lignes pour lesquelles une autre variante du texte était connue par la personne qui les écrivait. Les distigmai marqueraient donc les points d'incertitude textuelle. Par ailleurs, des distigmai s'observent également dans le Codex Fuldensis, en particulier dans 1 Corinthiens 14, 34-35. Les distigmai indiquent une variante des manuscrits occidentaux, qui placent 1 Corinthiens 14, 34-35 après 1 Cor 14, 40 dans les manuscrits Claromontanus, Augiensis, Boernerianus, 88, itd, g, et dans quelques manuscrits de la Vulgate.
À la page 1512, à côté d'Hébreux 1, 3, le texte contient une note marginale intéressante : « "Insensé et voyou, conserve l'ancienne lecture et ne la change pas." » (« ἀμαθέστατε καὶ κακέ, ἄφες τὸν παλαιόν, μὴ μεταποίει »), ce qui suggère que les corrections non autorisées étaient un problème récurrent dans les scriptoria.

## Contenu

### Septante
L'ordre des livres du manuscrit est le suivant :
- Pentateuque : ...Genèse 46-50 - Exode - Lévitique - Nombres - Deutéronome ;
- Livres historiques : Jésus (Josué) - Juges - Ruth - 1-4 Règnes (1-2 Samuel, 1-2 Rois) ;
- 1er complément des Livres historiques : 1-2 Paralipomènes - 1-2 Esdras (Esdras A' - Esdras-Néhémie) ;
- Livres poétiques : Psaumes - Proverbes - Ecclésiaste - Cantique - Job - Sagesse - Siracide ;
- 2e complément des Livres historiques : Esther - Judith - Tobie ; il manque ensuite 1-4 Maccabées, qui manquent aussi dans la liste des livres bibliques de la lettre festale 39 d'Athanase
- Livres prophétiques : XII (Osée-Amos-Michée-Joël-Abdias-Jonas-Nahum-Habakuk-Sophonie-Aggée-Zacharie-Malachie) - Isaïe - Jérémie - Baruch - Lamentations - Lettre - Ézéchiel - Daniel grec (Suzanne-Daniel-Bel et dragon).

### Nouveau Testament
- Évangiles : Matthieu - Marc - Luc - Jean ;
- Actes des apôtres ;
- Épîtres catholiques : Jacques - 1-2 Pierre - 1-3 Jean - Jude ;
- Corpus paulinien : Romains - 1-2 Corinthiens - Galates - Éphésiens - Philippiens - Colossiens - 1-2 Thessaloniciens - Hébreux... Il manque les Pastorales (1-2 Timothée, Tite) et Philémon, qui devaient suivre Hébreux, mais qui n'ont pas été remplacées au XVe siècle.
- Après le NT, il devait encore y avoir la Didachè, qui figure dans la liste des livres bibliques de la lettre festale 39 d'Athanase.

### Construction littéraire
Les livres de la Septante ont une disposition remarquable :
- les Livres historiques forment une proportion du simple au double : 2 livres / livret central / 4 livres ;
- les Livres poétiques forment une proportion d'égalité : 3 livres / livret central / 3 livres ;
- les Livres prophétiques forment une proportion du simple au double inversée, par la longueur des livres : XII (57 p.) / Isaïe (61 p.) - Jérémie (63 p.) / Baruch (6 p.) - Lamentations - Lettre (3 p.) / Ézéchiel (63 p.) / Daniel (28 p.), soit : les XII et Daniel (avec ses annexes), dans le rapport de 2 pour 1 ;

Isaïe + Jérémie et Ézéchiel, dans le rapport de 2 pour 1 ; et même au centre, Baruch et la Lettre de Jérémie, dans le rapport de 2 pour 1.
Les proportions du simple au double de d'égalité sont réunies par une spéculation philosophique qui donne aux livres un statut d’Écriture sacrée. La proportion du simple au double inversée est d'origine chrétienne et complète les deux autres proportions en opérant un retour symbolique à la situation initiale.
Ces proportions liaient les livres du Nouveau Testament, dans le texte occidental (voir Codex Bezae et Codex Claromontanus), mais elles n'apparaissent plus dans le Vaticanus. Autrement dit, l'état de la Septante est plus conservateur que celui du NT.

## Canon de la Septante
- Le Pentateuque est en tête de la Bible, et les livres ont un ordre constant. Pourtant, le livre central Lévitique interrompt une histoire qui réunit les livres 2 Exode et 4 Nombres. Ainsi, le Lévitique occupe la position centrale dans une suite qui forme une proportion d'égalité : 2 livres / livre central / 2 livres.
- Les livres historiques suivent le Pentateuque dans toutes les bibles, et leur ordre est constant ; mais le livret de Livre de Ruth n'en fait pas partie, dans la Bible hébraïque, il se trouve dans la collection de Megillot (rouleaux) qui fait partie des Écrits, dernière section de la Bible hébraïque. Les livres 1-2 Règnes correspondent à 1-2 Samuel et 3-4 Règnes, à 1-2 Rois de la Bible hébraïque.

Les livres suivants ont un ordre qui varie dans la Septante et entre elle et la Bible hébraïque.
- Les autres livres historiques font partie des Écrits (1-2 Chroniques, Esdras-Néhémie), l'un d'eux se trouve parmi les Megillot, dans cette section (Esther), ou sont propres à la Septante (Esdras A', Judith, Tobie et, dans d'autres manuscrits, tout ou partie de 1-4 Maccabées).
- Les livres prophétiques suivent les livres historiques, dans la Bible hébraïque, et forment avec eux la section des Prophètes ; leur ordre et leur nombre diffèrent : on trouve dans cette section Isaïe - Jérémie - Livre d'Ézéchiel - les XII (Osée-Joël-Amos-Abdias-Jonas-Michée-Nahum-Habakuk-Sophonie-Aggée-Zacharie-Malachie) ; les Lamentations se trouve parmi les Megillot, dans la section des Écrits ; Daniel, sans ses sections propres à la tradition grecque (Suzanne, Bel et le Dragon), se trouve aussi parmi les Écrits ; Baruch et la Lettre de Jérémie sont propres à la Septante.
- Les livres poétiques forment les Livres de vérité, au début de la section des Écrits de la Bible hébraïque, juste après les Livres prophétiques. Leur nombre est réduit : Psaumes - Job - Proverbes ; le Cantique et l'Ecclésiaste (ou Qohélet) se trouvent parmi les Megillot, dans la section des Écrits ; la Sagesse et le Siracide (ou l'Ecclésiastique) sont propres à la Septante, qui contient encore dans certains manuscrits les Odes de Salomon.

## Canon du Nouveau Testament
Tous les livres du Nouveau Testament nous sont parvenus en langue grecque. Selon plusieurs témoignages anciens, l'évangile de Matthieu aurait d'abord été écrit en hébreu ou en araméen ; peut-être cette première rédaction s'appelait-elle Évangile selon les Hébreux, dont l'existence est attestée au tout début du IIe siècle, mais ce livre ne fait partie d'aucun canon.
- Les évangiles apparaissaient à l'origine dans un ordre attesté par le texte occidental (voir Codex Bezae) : Matthieu - Jean - Luc - Marc ; dans cet ordre, ils formaient une double proportion de part et d'autre de l'épisode central de la Femme adultère, ajouté dans Jean (7,53-8,11) au milieu de son récit. Les récits figuraient dans une proportion du simple au double et les paroles dans une proportion d'égalité. Cette double proportion leur donnait un statut d’Écriture sacrée. Elle disparaît au profit d'un ordre nouveau des évangiles, qui est attesté à la fin du IIe siècle dans le Canon de Muratori et qui est celui du Vaticanus et de la plupart des manuscrits.
- Les Actes et les épîtres catholiques forment à l'origine un complément du corpus des évangiles, qui comprenait encore l'Apocalypse (voir Codex Bezae) ; puis ils s'en détachent pour former un corpus distinct, qui prend place après les évangiles (Codex Vaticanus) ou après les épîtres de Paul (Codex Sinaiticus) ; plus tard, le corpus est dissocié, les Actes venant après les évangiles et les épîtres catholiques, après celles de Paul.
- Le corpus paulinien comprend 14 épîtres, dont la moitié sont sûrement de Paul, et leur ordre et leur nombre a varié. Les premières épîtres ont été réunies pour orienter l'interprétation des évangiles, Écriture sacrée.
  - La première collection est attestée par Marcion (vers 140), qui en reconnaît 10 : Galates - 1-2 Corinthiens - Romains - 1-2 Thessaloniciens - Éphésiens - Colossiens - Philippiens - Philémon. Il manque alors les Pastorales et Hébreux.
  - Au milieu du IIe siècle, la collection est réorganisée et complétée des Pastorales. C'est le texte occidental, attesté notamment par le Codex Claromontanus : Romains - 1-2 Corinthiens - Galates - Éphésiens - Colossiens - Philippiens - 1-2 Thessaloniciens - 1-2 Timothée - Tite - Philémon. Le Canon de Muratori atteste cet état du corpus paulinien. On retrouve, dans cet ordre, une proportion du simple au double, de part et d'autre d'Éphésiens qui joue le rôle de lettre centrale.
  - À la fin du IIe siècle, la collection perd les Pastorales et gagne l'épître aux Hébreux, laquelle prend place après Romains, les lettres se suivant dans l'ordre décroissant de leur longueur. C'est la collection attestée par le papyrus P46 : Romains - Hébreux - 1-2 Corinthiens - Galates - Éphésiens - Colossiens - Philippiens - 1 Thessaloniciens... (sans doute encore 2 Thessaloniciens et Philémon).
  - Au IVe siècle, la collection contient les 14 épîtres, avec Hébreux avant les pastorales et Colossiens désormais après Philippiens. Plus tard, l'ordre définitif place Hébreux en dernière position.
- L'Apocalypse faisait à l'origine partie des compléments des évangiles (voir Actes) et prend place logiquement à la fin du Nouveau Testament.
- Après l'Apocalypse, quelques bibles grecques comprenaient des livres supplémentaires, écrits par la génération qui suit les apôtres et réunis au Moyen Âge dans la collection des Pères apostoliques : le Sinaiticus, qui se termine par le Pasteur d'Hermas et l'épître de Barnabé ; le Vaticanus, qui devait se terminer par la Didachè ; et l'Alexandrinus, qui se termine par 1-2 Clément (de Rome). Mais en Occident, aux conciles d'Hippone (393) et de Carthage (397), la liste des livres est close aux 27 écrits qui vont de Matthieu à l'Apocalypse.

## Lacunes

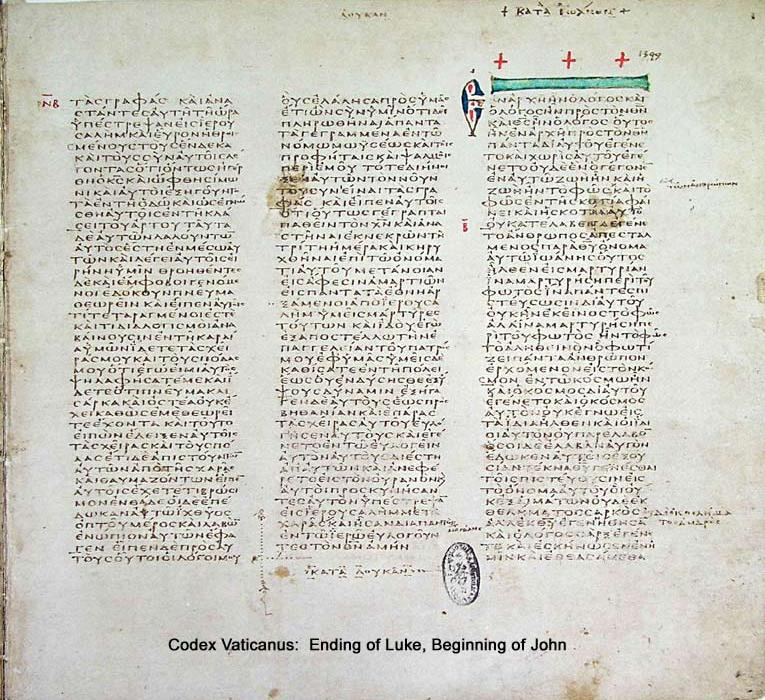
Évangile selon Luc et Évangile selon Jean.

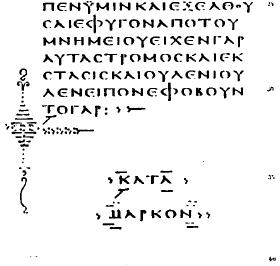
Le passage Marc 16, 6-8, qui termine l'Évangile de Marc

Le manuscrit contenait à l'origine une Bible grecque complète, avec la Septante et le Nouveau Testament. Il présente aujourd’hui quelques lacunes :
- Il manque le début du manuscrit, Genèse 1-46, partie remplacée au XVe siècle.
- Il manque une série de 16 pages dans le Livre des Psaumes, les psaumes 105 à 137.
- Les Livres des Macchabées sont absents, mais ils manquent aussi dans la liste des livres bibliques de la lettre festale 39 d’Athanase : il s'agit probablement d'un choix commun de ne pas les inclure dans le canon biblique.
- Il manque aussi la fin du manuscrit, après Hébreux 9,14 : la fin de l'Épître aux Hébreux et l'Apocalypse ont été remplacées au XVe siècle ; les épîtres pastorales (1-2 Timothée, Tite) et Philémon n’ont pas été remplacées. Dans le Sinaiticus et dans l'Alexandrinus, notamment, ces épîtres figurent après Hébreux ; mais il est possible que certaines d'entre elles n'aient pas été copiées dans le Vaticanus : le papyrus p. 46 ne contenait pas les Pastorales, la partie manquante de la fin de manuscrit (7 f.) ne pouvait contenir que la fin de 1 Thessaloniciens, 2 Thessaloniciens et Philémon ; or, il représente la tradition alexandrine d'avant le Codex Vaticanus. D'un autre côté, Hébreux prenait place après Romains, dans ce papyrus, tandis que le Vaticanus place cette épître après 2 Thessaloniciens, comme les autres bibles grecques mentionnées, ce qui donne la possibilité que les pastorales y figuraient après Hébreux.
- Après l’Apocalypse, un autre écrit figurait peut-être encore dans le manuscrit : la Didachè, qui est citée dans la lettre festale 39 d’Athanase. De plus, le Sinaiticus et l'Alexandrinus comptent également plusieurs écrits après l'Apocalypse, qui font partie, comme la Didachè, du corpus des Pères apostoliques.
- Signalons encore, dans les évangiles, l'absence de Marc 16, 9-20 (la finale longue) et Jean 7,53-8,11 (la femme adultère). Ces absences sont conformes à la tradition alexandrine.

Le Codex Vaticanus reproduit un texte grec de type alexandrin et suit la version d’Hésychius de la Bible grecque, écrite vers 300 et mentionnée par Jérôme de Stridon. L'écriture onciale est la même que celle du Sinaiticus, lequel suit pourtant une autre version. Deux possibilités se présentent alors pour l'origine du manuscrit : ou bien il s'agit de l'une des cinquante bibles grecques commandées par l'empereur Constantin à Eusèbe de Césarée en 331, mais dans ce cas, pourquoi le modèle n'est-il pas le même que pour le Sinaiticus qui en fait sûrement partie ? Ou bien il s'agit de la bible grecque commandée par l'empereur Constant à Athanase vers 340, auquel cas il faut expliquer la ressemblance des lettres avec le Sinaiticus. Le Codex Vaticanus, mentionné dans le premier catalogue de la Bibliothèque vaticane (1475), a servi de modèle à la Septante imprimée à Rome en 1586. La collation du Nouveau Testament est commencée à la fin du XVIe siècle, mais elle n'est publiée qu'en 1673 et donne lieu à un malentendu : ses nombreux accords avec la Vulgate latine contre le texte grec imprimé la disqualifient aux yeux des savants du XVIIIe siècle. Il faut attendre 1881 pour qu'elle devienne la source d'une édition de référence du Nouveau Testament, celle de B. F. Westcott et F. J. A. Hort, le The New Testament in the Original Greek par la méthode de la critique textuelle. Depuis lors, le Codex Vaticanus s'impose comme le principal modèle pour les éditions de la Septante et du Nouveau Testament grec.

### Articles connexes

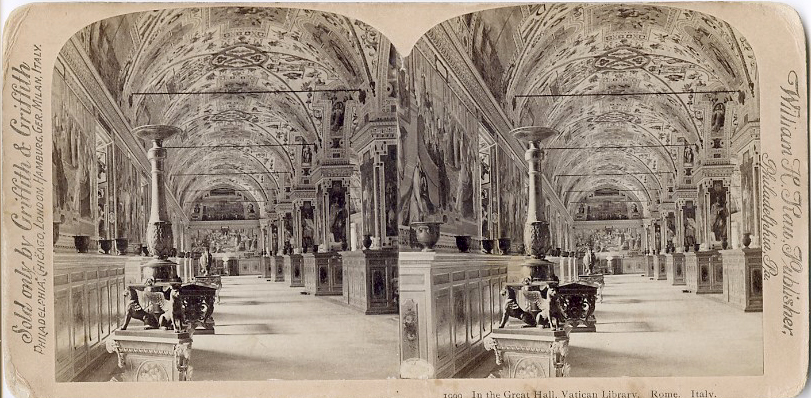
Biblioteca Vaticana.